# Eysturoya sýsla

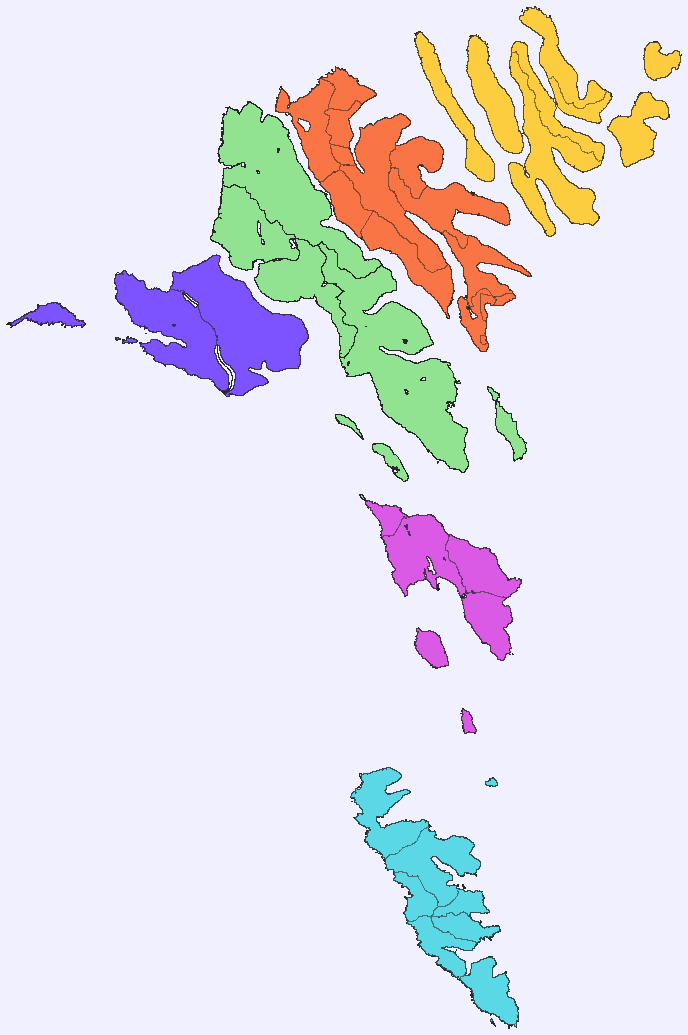
Översiktskarta, Eysturoya sýsla i rött

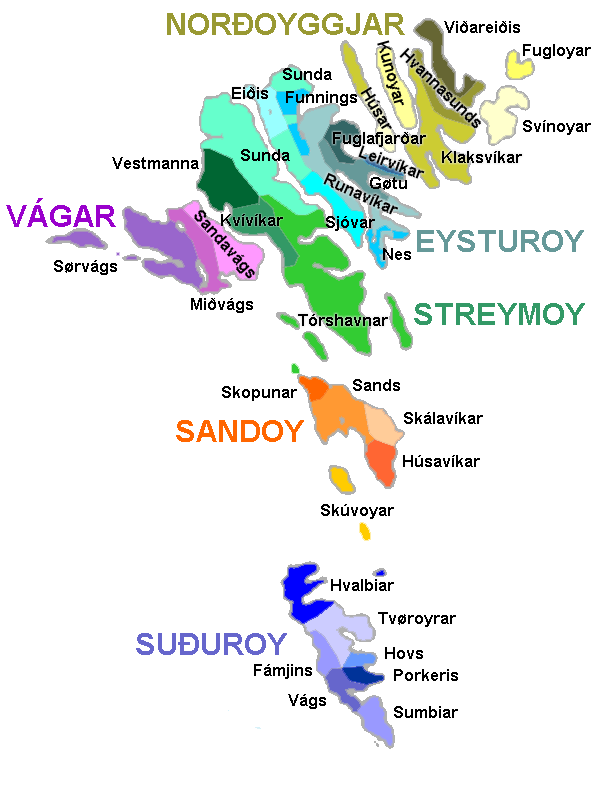
Kommunöversikt

Eysturoya sýsla (danska Østerø, Österö syssel) är en av Färöarnas 6 sýslur (Färöarnas regioner).

## Geografi
Eysturoya sýsla ligger i landets nordöstra del och har en area av cirka 286 km².
Regionen omfattar hela ön Eysturoy.
Befolkningen uppgick 2007 till 10 810 invånare  och huvudorten är Fuglafjørður.
Färöarnas högsta punkt ligger i Eysturoya sýsla med berget Slættaratindur på ca 882 m (se även Färöarnas ytterpunkter).

## Indelning
Regionen är indelad i sju kommuner (kommunur).
- Eiðis kommuna
- Fuglafjarðar kommuna
- Eysturkommuna
- Nes kommuna
- Runavíkar kommuna
- Sjóvar kommuna
- Sunda kommuna (ligger delvis även i Streymoyar sýsla)

## Historia
Färöarnas regioner har använts som administrativ indelning sedan lång tid och bygger på de historiska områdena på Färöarna. Varje syssel styrdes traditionellt av en Sýslumaður (sysselmannen) och ett Várting (Vårting).
Under den danska reformationen år 1536 avskaffades den danska sysselindelningen helt medan de kvarstår på Färöarna.
Före 1957 utgjorde regionerna även landets valkretsar innan man ändrade valkretsarnas gränser för att öka balansen vid val .